# Meta Barbara Anderes
Meta Barbara Anderes (* 1874; † 1927 in Münsterlingen) war eine Schweizer Künstlerin der Art brut. Sie ist eine der wenigen namentlich bekannten Künstlerinnen aus diesem Bereich, weil Hans Prinzhorn sie 1922 in seinem Buch Bildnerei der Geisteskranken beschrieb.

## Leben
Meta Anderes wurde im Alter von zwei Jahren von ihren Eltern in eine Pflegefamilie gegeben. Sie litt laut ihrer Krankenakte darunter, dass sie von ihren Eltern immer wieder für längere Zeit zu Pflegemüttern gegeben wurde. In ihrem Elternhaus lebte sie sich nicht mehr richtig ein. Sie stritt sich mit ihrer Mutter, die sie als streng und lieblos empfand. Früh zog Meta Anderes fort und arbeitete als Seidenknüpferin, Dienstmädchen, Kellnerin und Posamentiererin. Bei diesen Tätigkeiten erwarb sie ihre Fingerfertigkeit beim Verzwirnen von Garnen und Metallfäden.
Sie wurde von ihren Eltern im Jahr 1900 in die Anstalt Münsterlingen gegeben. Vorausgegangen war eine Phase, in der sie sich in einen selbst geschaffenen Raum zurückzog. Wie es Prinzhorn 1922 in seinem Buch beschrieb: «Sie verweigerte zunächst, leblos an einem Platz stehend, jede Kommunikation und misstraute auch dem Essen.» Auf Betreiben der Eltern wurde sie aus einem Krankenhaus in die Kantonale Irrenanstalt Münsterlingen verlegt, damals ein Teil des Kantonsspital Münsterlingen. Wegen der Lage direkt am Bodensee wurde die Anstalt als «Seeseite» des Spitals umschrieben. Anderes wurde als unruhige Patientin bezeichnet, die unter anderem versuchte, die Oberpflegerin mit einem abgerissenen Betttuchstreifen zu erdrosseln. Immer wieder wurde sie ohne Kleidung in einer Einzelzelle isoliert.
In der Anstalt Münsterlingen lebte sie bis zu ihrem Tod nach einer langen Krebserkrankung im Jahr 1927.

## Werk

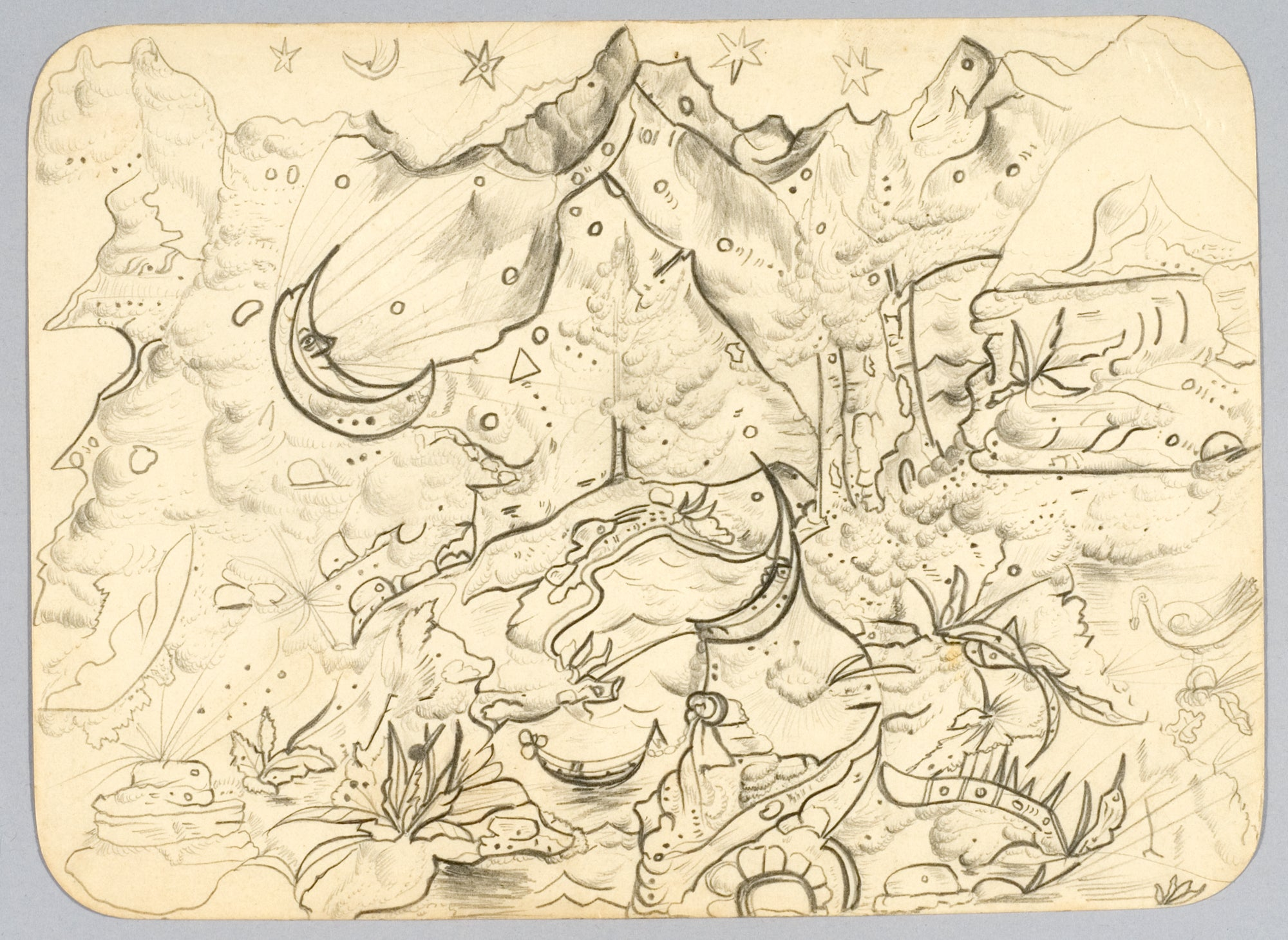
Gebirgslandschaft mit Mond und Sternen

Meta Anderes fertigte Farb- und Graphitstiftzeichnungen an. Davon befinden sich fünf Zeichnungen auf vier Blättern in der Sammlung Prinzhorn. In ihrer Krankenakte ist zudem ein blaues, schön beschriebenes Schulheft erhalten, mit Soldaten in kaiserlichen Uniformen, Hofdamen in Goldstiefeln mit Diamanten und Perlen. Für «Kaiserin Meta Eugenia» entwarf sie eine Münze. Eine Landschaftszeichnung ohne Titel aus dem Nachlass Hermann Rorschach in «Archiv und Sammlung Hermann Rorschach», Bern, die später Landschaft mit Monden genannt wurde, konnte ihr ebenfalls zugeordnet werden.

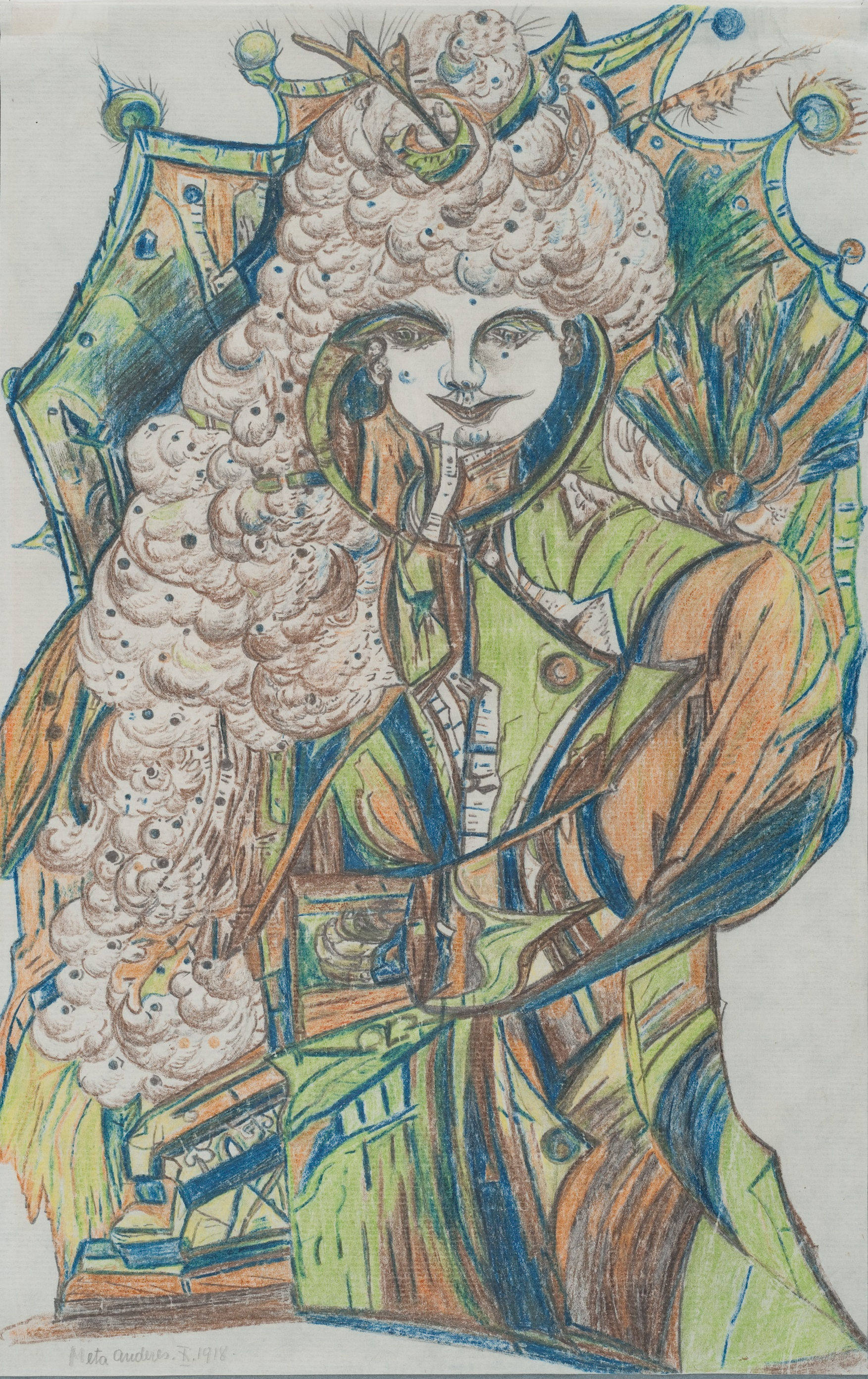
Frau mit Perücke (1918)

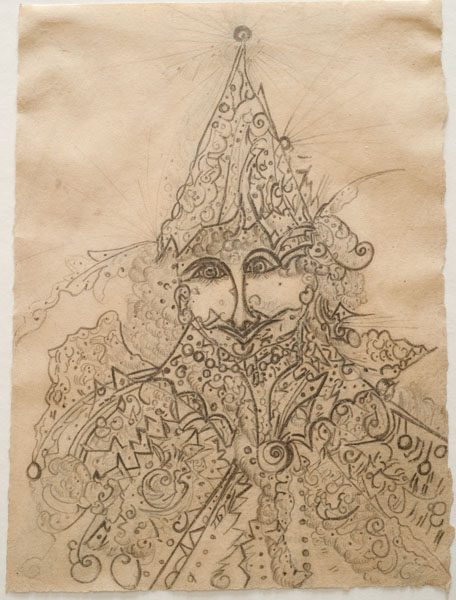
ohne Titel (vor 1921)

Ihr bekanntestes Werk ist die Buntstiftzeichnung ohne Titel, die 1918 entstand und später Frau mit der Perücke genannt wurde. Prinzhorn bildete sie in seinem Buch Bildnerei der Geisteskranken 1922 ab und beschrieb sie. In diesem Werk verschwimmen die Grenzen zwischen Mann und Frau. Die schillernde verwegene Figur verbindet anscheinend in ihren Gesichtszügen und in ihrer Gestalt beide Geschlechter nahtlos. Betrachtet man jedoch die opulenten Locken der linken Hälfte und die akkurat gestutzten Haare der rechten Hälfte, erkennt man die Teilung in «männlich» und «weiblich». Das lange Haar auf der einen und eine Anzugjacke auf der anderen Seite erscheinen dabei als die einzigen Merkmale von männlich und weiblich. Auf der rechten, männlichen Schulter sitzt ein bunt gefiederter Vogel, der mit seinem Schnabel die Nähte der Anzugjacke auftrennt, als wenn er versuchen würde, die Teilung aufzuheben. Die Illustration zeichnet sich durch einen Reichtum an Ornamentik aus, jedoch wirkt die Person androgyn. Fehlende Hände und die Geschlossenheit der Figur erschweren eine mögliche Kommunikation und beschwören die für Meta Anderes lebensnotwendige Distanz herauf. Damit thematisiert sie nicht nur ein Cross-Dressing, sondern kann sogar unter neuerer Perspektive als blosse Performanz von Geschlechtsrollen gelesen werden.
Ihre Landschaftszeichnung ist flächig angelegt. Kristallin wirkende Gesteins- oder Pflanzenformationen, die mit kurzen Buntstiftstrichen gestaltet sind, wirken wie ein an die Wand geheftetes Tuch. Eine phantastische Gebirgslandschaft mit Brunnen und See. Ein Teil der Zeichnung beinhaltet realistisch gezeichnete Elemente, wie Stern und Mondgesicht am oberen Bildrand. Ein Vogel lenkt den Blick auf die abstrakten Teile. Sie entsprechen den realistischen, von ihr gestickten Blüten auf ihren zunehmend abstrakten Kleidungsstücken. Einige der verständlichen Versatzstücke in ihren vermurmelten Dialogen spiegeln dies wider. Mit diesen Verrätselungsstrategien versuchte sie ihre Privatheit zu bewahren.
Auch gestaltete sie eigene Banknoten, um das Pflegepersonal und die Ärzte für ihre Konsultationen zu bezahlen. Nicht überliefert sind ihre zahlreichen textilen Arbeiten. Sie trennte ihre Anstaltskleidung auf und vernähte sie neu, geschmückt mit Bändern, die sie selbst mit einer abgebrochenen Haarnadel herstellte, Schleifen und aufgefundenen Artefakten. Dazu trug sie weisse Strümpfe. Zusätzlich mit Halsketten und Fäden geschmückt beeindruckte sie im Alltag der Anstalt mit ihrer Eleganz: «Eine auffallend eigenartige Erscheinung. […] Hält sich sehr gerade, schreitet langsam, nicht ohne Grazie» wurde 1915 in ihrer Krankenakte vermerkt. Ihr hoheitsvoller Habitus, der jede Annäherung verhindern sollte, war Attribut für ihre imaginäre kaiserliche Salongesellschaft, mit der sie leise in unterschiedlichem Tonfall vor sich hin sprach.
Schweizer Künstler der Art brut werden in dortigen Ausstellungen anonymisiert. Ihre Werke sind zumeist Bestandteil ihrer Krankenakten und unterliegen dadurch den Datenschutzbestimmungen. Meta Anderes ist eine Ausnahme, da sie mit ihrem Werk 1922 von Prinzhorn namentlich in seinem Buch aufgenommen wurde. Sie war die einzige Künstlerin, die namentlich in der Ausstellung «Auf der Seeseite der Kunst – 175 Jahre Psychiatrische Klinik Münsterlingen» in Zusammenarbeit mit dem Staatsarchiv des Kantons Thurgau genannt wurde.

## Ausstellungen
- Irre ist weiblich, Sammlung Prinzhorn, 2014.
- OVVAARRTTAACCII Transformation und Rollenspiel Werke von Ovartaci und andere queere Kunst, Sammlung Prinzhorn, 2013.
- Auf der Seeseite der Kunst, Museum im Lagerhaus, 2015.[8]
- Flying High, Künstlerinnen der Art Brut, Kunstforum Wien, 2019[9]